# Brigitte Schütze
Brigitte Schütze (* 1. Februar 1934 in Münster; † 25. Juli 2019 in Traunstein) war eine deutsche Gärtnerin und Politikerin (CDU).

## Leben
Schütze besuchte die Gartenbaufachschule und arbeitete als Gärtnerin und Hausfrau.
Sie war Mitglied der CDU und war Vorsitzende des CDU-Ortsvereins Urbar, stellvertretende Vorsitzende der Frauen Union des Bezirks Koblenz-Montabaur, Leiterin des Arbeitskreises Bundeswehr und innere Sicherheit, stellvertretende CDU-Kreisvorsitzende Mayen-Koblenz,
von 1981 bis 1992 Mitglied im CDU-Landesvorstand Rheinland-Pfalz, in der Frauen Union auf Kreis-, Bezirks- und Landesebene und Mitglied im Bundesfachausschuss „Frauenpolitik“.
Sie war Vorsitzende der CDU-Gemeinderatsfraktion Urbar und stellvertretende CDU-Fraktionsvorsitzende in der Verbandsgemeinde Vallendar.
1987 kandidierte sie für den elften Landtag Rheinland-Pfalz. Am 8. Juni 1988 rückte sie für Leo Schönberg in den Landtag nach, dem sie bis zum Ende der Wahlperiode 1991 angehörte. Im Landtag war sie ab dem 24. Oktober 1989 Vorsitzende im Ausschuss für Frauenfragen, Mitglied im Petitionsausschuss und Schriftführende Abgeordnete.